# Маляно Сабина
Маля̀но Сабѝна (на италиански: Magliano Sabina, на местен диалект Majjanu, Майяну) е малко градче и община в Централна Италия, провинция Риети, регион Лацио. Разположено е на 222 m надморска височина. Населението на общината е 3892 души (към 2010 г.).